# Transporthilfsmittel

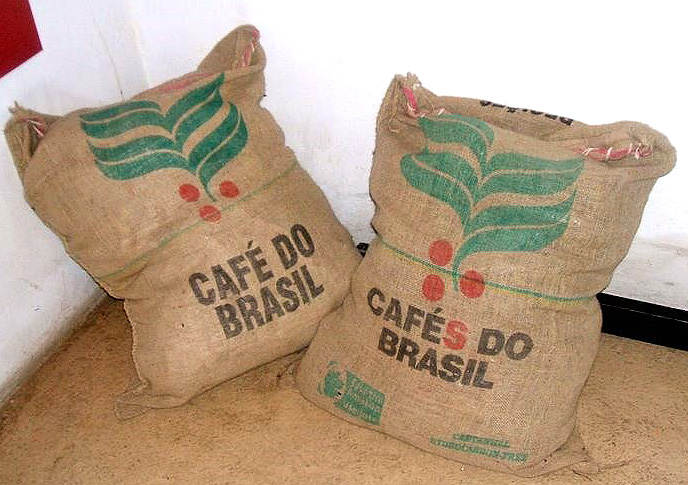
Klassisches Transporthilfsmittel – Kaffeesack

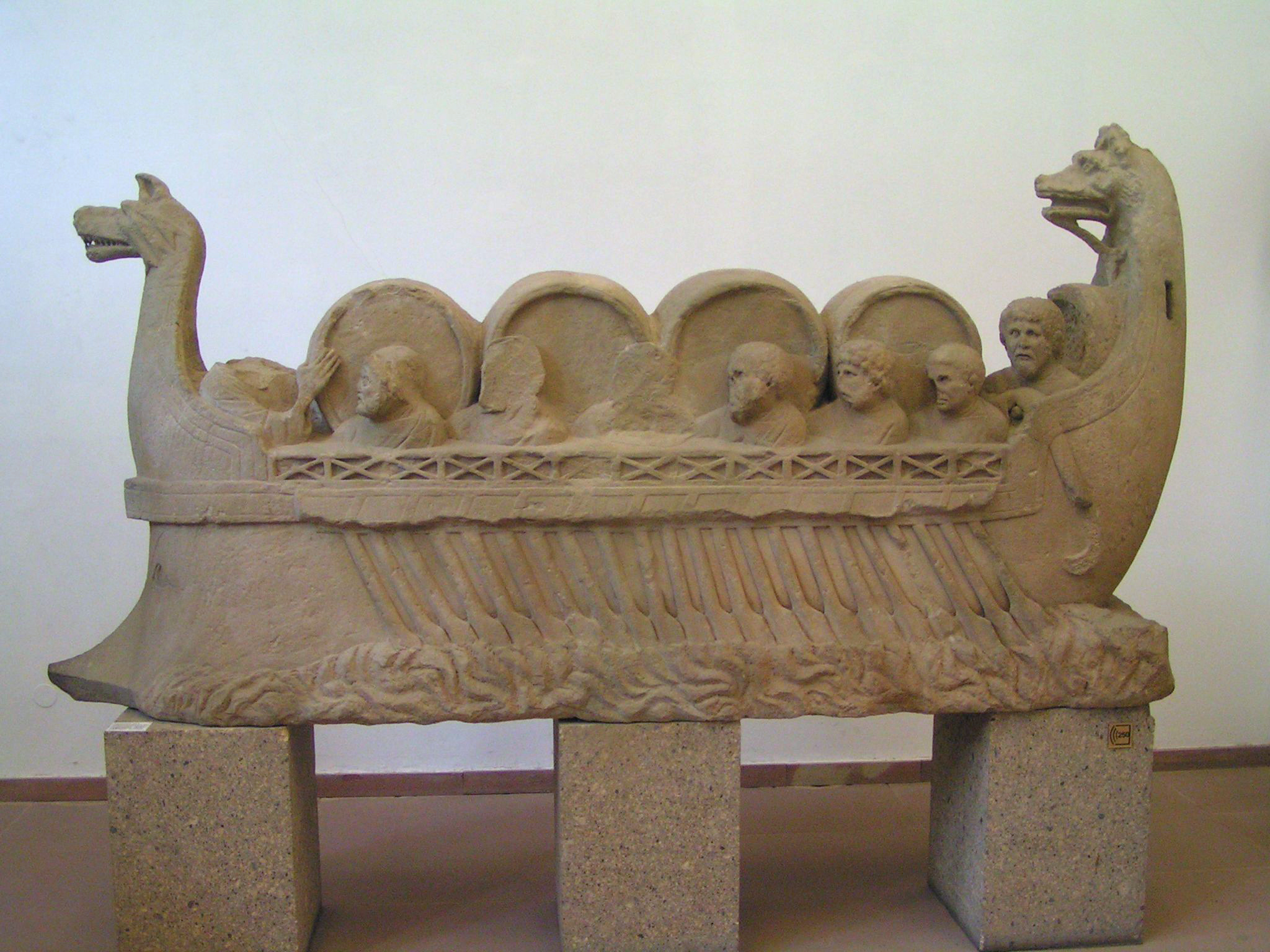
Fässer auf einem Neumagener Weinschiff gehören zu den ältesten Transporthilfsmitteln

Transporthilfsmittel (auch: Förderhilfsmittel) dienen in der Logistik zur Bildung von Ladeeinheiten und fassen mehrere einzelne Fracht- oder Transportgüter zu größeren Einheiten zusammen.

## Allgemeines
Synonym werden die Begriffe Förderhilfsmittel, Lagerhilfsmittel, Ladehilfsmittel und Lademittel verwandt. Transporthilfsmittel besitzen keinen eigenen Antrieb, was sie von den Transportmitteln unterscheidet, auf die sie zum Transport geladen werden. Da das Ziel eines einzigen zu bewegenden Fracht- oder Transportguts vom Absender zum Empfänger objektiv nicht realisierbar und unwirtschaftlich ist (Vielfalt der Objekte), werden Ladeeinheiten gebildet. Gemäß DIN 30781 bezeichnet man Güter, die zum Zwecke des Transports, der Handhabung und der Lagerung auf einem einheitlichen Ladungsträger zusammengefasst sind, als Ladeeinheiten. Diese Ladeeinheiten sind in Transporthilfsmitteln verstaut.

## Arten
Wichtige Transporthilfsmittel sind Behälter, Container (Binnencontainer, ISO-Container, Luftfrachtcontainer), Fässer, Flaschen (wie Flaschenpost), Flat Racks, Kartonagen (Bananenkisten, Faltschachteln, Umzugskartons), Kästen, Kisten (Getränkekisten), Koffer, Körbe, Säcke, Taschen, Tiertransportboxen, Transportpaletten (Europoolpaletten, Gitterboxpaletten, Rollcontainer, Silopaletten), Tablare, Trolleys, Werkstückträger oder Wechselpritschen. Auf oder in ihnen können mehrere Gegenstände verstaut werden, die ansonsten einzeln zu transportieren wären. Diese Transporthilfsmittel nehmen gleiche oder ungleichförmige Güter auf, bilden gleichartige Ladeeinheiten und bündeln Mengen.
Diese Transporthilfsmittel können wiederum in nicht bodenunterfahrbare und unterfahrbare Transporthilfsmittel unterteilt werden. Nicht bodenunterfahrbare Transporthilfsmittel sind Kleinladungsträger mit nicht tragender Plattform, unterfahrbare Transporthilfsmittel (Großladungsträger) besitzen entsprechend eine tragende und umschließende Plattform.

## Wirtschaftliche Aspekte
Transporthilfsmittel sind im Beschaffungs-, Produktions- und Distributionsbereich unverzichtbar, stellen jedoch eine erhebliche Kapitalbindung dar. Die Kapitalbindungskosten (Abschreibungen, Kreditzinsen oder Miete) können gesenkt werden, wenn Transporthilfsmittel intensiv genutzt und dadurch die Leerkosten vermindert werden. Durch Einsatz standardisierter Transporthilfsmittel wird die Handhabung in der gesamten Lieferkette erleichtert, weil Umpacken entfällt, die Produktqualität des Transportguts gesichert bleibt, Automatisierung und Standardisierung in der Peripherie (etwa Ladekräne, Laderampen, Hebebäume) ermöglicht wird und eine Ladeflächen- oder Laderaumoptimierung erreicht werden kann. Transporthilfsmittel dienen dem Schutz der Transportgüter sowie deren rationellem Durchlauf durch die Transportkette.